# وارد تشيني
وارد تشيني (بالإنجليزية: Ward Cheney)‏ هو شخصية أعمال أمريكي، ولد في 23 فبراير 1813 في مانشستر في الولايات المتحدة، وتوفي في 22 مارس 1876.